# کربوران

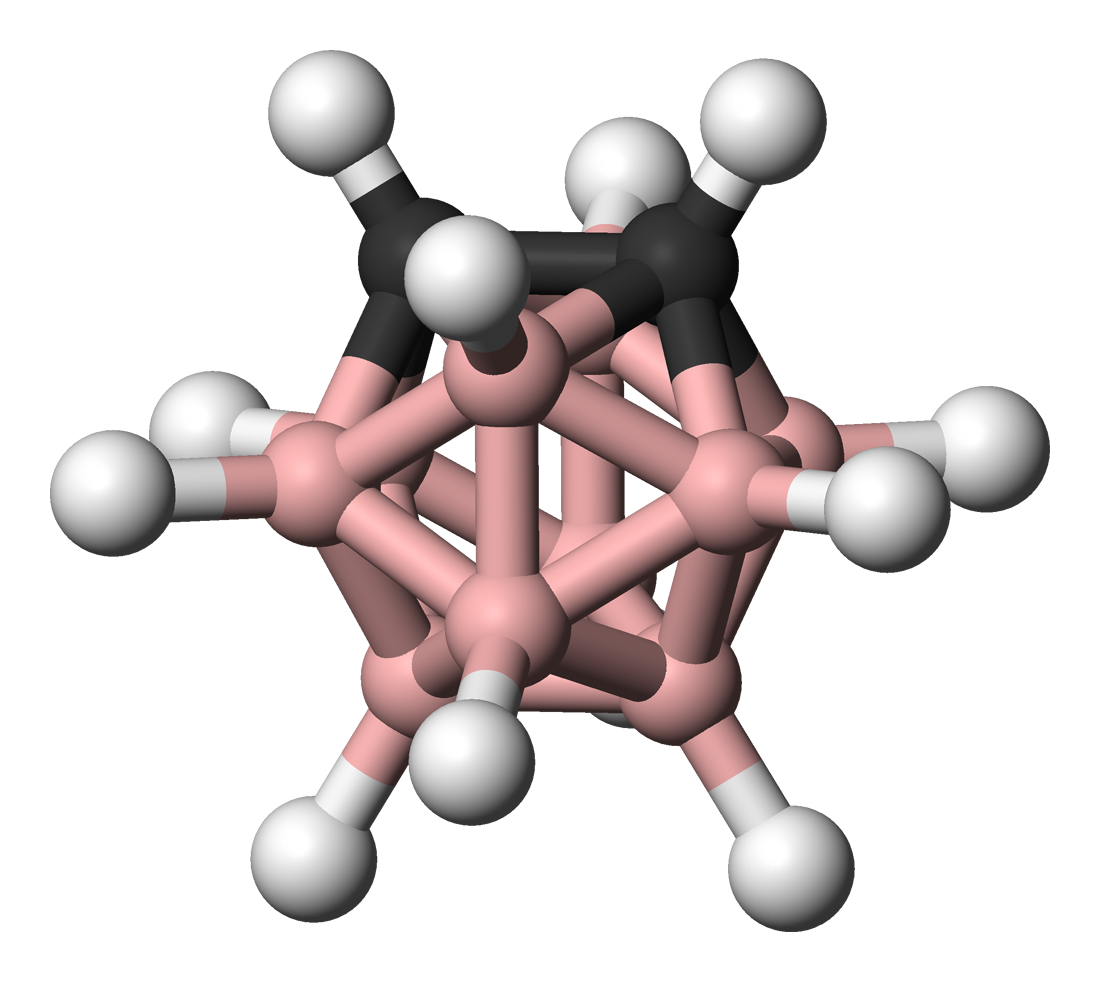
مدل گلوله و میله او-کربوران

کربوران(به انگلیسی: Carborane) دسته‌ای از ترکیبات شیمیایی خوشه‌ای هستند که شامل کربن و بور در هسته اصلی و همچنین هیدروژن که به خوشه اصلی پیوند دارند، می‌باشد. اهمیت این دسته ترکیبات به واسطه شکل پیوند غیر کلاسیک آنها و برخی خواص ویژه فیزیکی آن‌ها از جمله پایداری حرارتی بالا است. این ترکیبات در صورتی که در آن از ایزوتوپ بور-۱۰ استفاده شود، قابلیت جذب نوترون را دارا می‌باشند.